# Luís da Costa Ivens Ferraz
Luís da Costa Ivens Ferraz GOA • CvC (15 de julho de 1897 – 1 de outubro de 1987) foi um militar e cavaleiro olímpico português.
Era filho do General Ricardo Júlio Ivens Ferraz e de D. Ana Calhamar da Costa.
Foi casado com Edith Dagmar Trindade que por sua vez tinha sido casada com Valentim Augusto Leão Rodrigues Pires Lavado Quaresma.
Foi aluno do Colégio Militar entre 1908 e 1914. Embarcou para França (Corpo Expedicionário Português) em Agosto de 1918, onde esteve colocado na formação do Quartel-General do Corpo. Ingressou posteriormente na Escola Prática de Cavalaria, tendo concluído o curso de Mestre de Equitação em 1922.
Oficial de Cavalaria, notabilizou-se no hipismo, principalmente na disciplina de obstáculos.

## Carreira desportiva
Começou a participar em concursos hípicos a partir de 1917, vencendo o primeiro de catorze Grandes Prémios em 1922, nas Caldas da Rainha.
Integrou todas as equipas que tomaram parte em concursos hípicos no estrangeiro de 1925 a 1934, competindo em Nice, Madrid, Roma, Nápoles, Milão, San Sebastian e Barcelona.
Fez parte das equipas que venceram em Madrid a Taça de Ouro da Península em 1925 e 1928, e em Nice a Taça das Nações em 1932.
Venceu o Grande Prémio de Lisboa por três vezes, em 1926 montando Roussi e em 1927 e 1930 montando Marco Visconti, sendo o primeiro cavaleiro a alcançar três vitórias na mais importante prova disputada em Portugal.
Conquistou em Madrid a Copa de S. M. el Rey em 1928, montando Marco Visconti, troféu que lhe foi entregue pelo rei Afonso XIII e que até então apenas tinha sido ganho por cavaleiros espanhóis. Venceu também o Grande Prémio de Madrid em 1930.
Nos Jogos Olímpicos de Amesterdão, em 1928, terminou em 6º lugar por equipas e 15º lugar individual, mas, segundo relato da época, o seu percurso em Marco Visconti “obteve a maior ovação que se fez ouvir no estádio”.

## Carreira militar
Fez parte da missão militar portuguesa de observação à Guerra de Espanha, entre Maio de 1937 e Junho de 1938, incorporado num regimento de cavalaria, tendo tomado parte em operações em Brunete, Belchite e Teruel. Foi o único oficial de cavalaria que se manteve em missão após Dezembro de 1937.
Serviu posteriormente nos Regimentos de Cavalaria N.º 4, N.º 7 e N.º 2, neste como segundo comandante.
Comandou o Regimento de Lanceiros N.º 2 entre 1948 e 1953, com o posto de coronel. Chefiou a última apresentação de um regimento do Exército a cavalo em público, nos funerais do presidente Carmona em 1951.
Foram-lhe atribuídas dez condecorações nacionais e nove estrangeiras, entre as quais a Cruz de Guerra de Espanha e a Cruz de Mérito de Guerra de Itália.
Após a passagem à reserva dedicou-se ao ensino da equitação.